# فرانس، ان
فرانس، ان (به فرانسوی: Frans) یک کمون در کشور فرانسه است که در ان واقع شده‌است.

## خصوصیات
فرانس ۷٫۹۸ کیلومترمربع مساحت و ۱٬۹۹۴ نفر جمعیت دارد و ۲۰۰ متر بالاتر از سطح دریا واقع شده‌است.